# 蔡銘軒
蔡銘軒（1984年8月27日—），臺灣南投縣政治人物，民主進步黨籍，現任南投縣議會議員，曾任草屯鎮鎮民代表、民進黨南投縣黨部第19屆主任委員。

## 從政
蔡銘軒在2014年時當選草屯鎮鎮民代表，4年後參選南投縣議會議員，當選並連任兩屆。
2024年獲民進黨提名參選南投縣第一選舉區立法委員，敗於時任立委馬文君；同年底，時任草屯鎮鎮長簡景賢猝逝，蔡銘軒獲徵召參選鎮長補選，敗給中國國民黨提名的簡賜勝。
在2025年大罷免中，蔡銘軒一度被提罷免，最終因二階連署及二階補提合格數不足而失敗。

## 爭議

### 住家違建及違法轉租國有地套利
蔡銘軒位於草屯鎮的住家遭到民眾向立委馬文君團隊檢舉，2020年拿到使照後，不但頂樓違法加蓋一層樓，一樓還外推擴建占用人行道做為其服務處，甚至違法將國有水利用地畫設做付費停車場，當二房東出租套利，因此被質疑濫用特權。蔡銘軒表示，頂樓增建是歷史共業，停車場依租金比例酌收清潔費，不算營利。
南投縣政府表示，建物現況與原本的竣工圖說，有不相符之處，已涉違建部分，縣府將依規裁處。蔡銘軒表示歡迎勘查，如有任何違法的地方，將全力配合該拆就拆，也請馬文君不要為難南投縣10多萬戶住透天厝的民眾。

## 選舉紀錄
| 年度 | 選舉屆數                   | 選舉區           | 所屬政黨   | 得票數 | 得票率 | 當選標記 | 備註 |
| ---- | -------------------------- | ---------------- | ---------- | ------ | ------ | -------- | ---- |
| 2014 | 第二十屆草屯鎮鎮民代表選舉 | 草屯鎮第三選舉區 | 無黨籍     | 3,226  | 24.10% |          |      |
| 2018 | 第十九屆南投縣議員選舉     | 南投縣第二選舉區 | 民主進步黨 | 5,943  | 9.22%  |          |      |
| 2022 | 第二十屆南投縣議員選舉     | 南投縣第二選舉區 | 民主進步黨 | 6,446  | 10.61% |          |      |
| 2024 | 第十一屆立法委員選舉       | 南投縣第一選舉區 | 民主進步黨 | 50,886 | 39.22% |          |      |
| 2025 | 第十九屆草屯鎮鎮長補選     | 南投縣草屯鎮     | 民主進步黨 | 14,397 | 34.94% |          |      |